# Nigel Farage
Nigel Paul Farage (uitspraakⓘ; Farnborough, 3 april 1964) is een Brits politicus. Hij is partijleider van Reform UK (voorheen de Brexit Party) en sinds 2024 voor deze partij lid van het Lagerhuis voor Clacton.
Als een van de meest uitgesproken voorstanders van brexit speelde hij in 2016  een vooraanstaande rol bij de "leave"-campagne voor het referendum in het Verenigd Koninkrijk over het lidmaatschap van de Europese Unie. Hij was partijleider van de UK Independence Party (UKIP).
Farage was van 1999 tot 31 januari 2020, toen brexit een feit werd, lid van het Europees Parlement voor Zuidoost-Engeland en medevoorzitter van de eurosceptische fractie Europa van Vrijheid en Democratie.   
In 2019 verliet Farage UKIP en sloot zich aan bij de Brexit Party (later Reform UK), waarvan hij partijleider werd. Op 6 maart 2021 kondigde hij zijn vertrek uit de politiek aan en trad terug als politiek leider. Hij keerde op 3 juni 2024 terug in de landelijke politiek en als partijleider.  Bij de Lagerhuisverkiezingen van 4 juli 2024 werd hij gekozen in het district Clacton.  
Nigel Farage is als columnist en presentator ook actief in de media.

## Biografie
Farage groeide op in zijn geboorteplaats Farnborough. In 1982 ging hij na het behalen van zijn middelbareschooldiploma aan het prestigieuze Dulwich College in Zuid-Londen aan het werk als beurshandelaar.

### UKIP
In 1993 sloot hij zich aan bij de UK Independence Party. Namens die partij werd hij in 1999 in het Europees Parlement gekozen. In september 2006 werd hij partijleider. In november 2009 trad hij af om zich beter voor te kunnen bereiden op de verkiezingen voor het Britse parlement. Hij werd niet verkozen en werd in november 2010 weer partijleider. Ook in de verkiezingen van 2015, waarin hij voor het district South Thanet opkwam, werd hij niet verkozen, hoewel UKIP nationaal de op twee na grootste partij was geworden. Op 8 mei 2015 trad hij wederom af als voorzitter, maar het bestuur van de partij weigerde zijn ontslag te aanvaarden, zodat hij reeds op 11 mei weer in functie was.
Op 6 mei 2010 was Farage betrokken bij een vliegtuigongeluk. Hij raakte lichtgewond toen het reclamevliegtuigje waarin hij zat neerstortte. Het vliegtuigje trok een reclamesleep van Farages partij met zich mee.
Dagblad The Times noemde hem in 2014 'Brit van het Jaar'.
Hij leidde mede de campagne voor de uittreding van het Verenigd Koninkrijk uit de Europese Unie, waarover op 23 juni 2016 een nationaal referendum werd gehouden. Het brexit-kamp, waartoe ook vooraanstaande politici van de Conservatieve Partij als Boris Johnson, Michael Gove en Andrea Leadsom behoorden, won het referendum, zodat Farage zijn doel bereikte. Hoewel hij tijdens de campagne beloofd had dat zijn partij er bij een brexit voor zou zorgen dat 350 miljoen pond per week extra aan de Britse nationale gezondheidszorg zou worden besteed, trok hij deze belofte na het referendum in. Op 4 juli 2016, enkele dagen nadat Arron Banks, een van de voornaamste geldschieters van UKIP en de brexit-campagne, verklaard had dat Farage zijn tijd gehad had, stapte Farage op als partijleider van UKIP. Als reden gaf hij dat na het referendum er voor hem niets meer te winnen viel en dat hij meer privacy wilde.

### Brexit Party
Eind 2018 stapte hij op bij UKIP, omdat hij niet meer op één lijn zat met de nieuwe voorzitter Gerard Batten. Volgens Farage is de partij gefixeerd geraakt op de islam en omringt die zich met extremisten zoals Tommy Robinson, een veroordeelde anti-islamactivist, een groep die Farage naar eigen zeggen steeds uit zijn partij weerde.
In 2019 was Farage betrokken bij de oprichting van de Brexit Party. Voor die partij werd hij kandidaat en lijsttrekker bij de Europese Parlementsverkiezingen 2019, toen die door verder uitstel van de Brexit in het VK toch doorgang vonden. Met de Brexit Party haalde Farage bij de Europese Parlementsverkiezingen 2019 29 zetels, waarmee de partij de grootste politieke partij van Groot-Brittannië werd.
Bij de Lagerhuisverkiezingen van 12 december 2019, die geen zetels opleverde voor de Brexit Party, had Farage zich niet zelf kandidaat gesteld. Hij zei zich te willen richten op landelijk campagne voeren met de Brexit Party tegen de uittredingsovereenkomst die premier Johnson met de EU was overeengekomen.
Op 6 januari 2021 wijzigde de Brexit Party haar naam in Reform UK.  De reden voor de naamswijziging was dat het Verenigd Koninkrijk op 31 januari 2020 de EU had verlaten, en dat het doel 'Brexit' daarmee was bereikt. Als Reform Party streeft de partij naar hervorming van het kiessysteem, het Hogerhuis, de BBC en enkele andere Britse instellingen. Ook steunt de partij de Verklaring van Great Barrington,  waarin wordt gepleit voor een alternatieve benadering van de coronapandemie en tegen grootschalige lockdowns.
Op 6 maart 2021 kondigde Farage aan dat hij zich ging terugtrekken uit de politiek. Hij droeg het leiderschap van Reform UK over aan Richard Tice.

### Lagerhuislid
Naar aanleiding van het uitschrijven van de verkiezingen op 4 juli 2024 door premier Rishi Sunak, kondigde Farage op 3 juni 2024 aan terug te komen op zijn besluit afscheid te nemen van de politiek. Een week eerder nog had aangekondigd niet mee te zullen doen aan de verkiezingen en in plaats daarvan Donald Trump te helpen bij diens campagne. Farage kondigde aan zich kandidaat te stellen voor het kiesdistrict Clacton in Essex. Ook nam hij het partijleiderschap van Reform UK weer op zich nadat Tice was afgetreden als partijleider ter gunste van Farage.

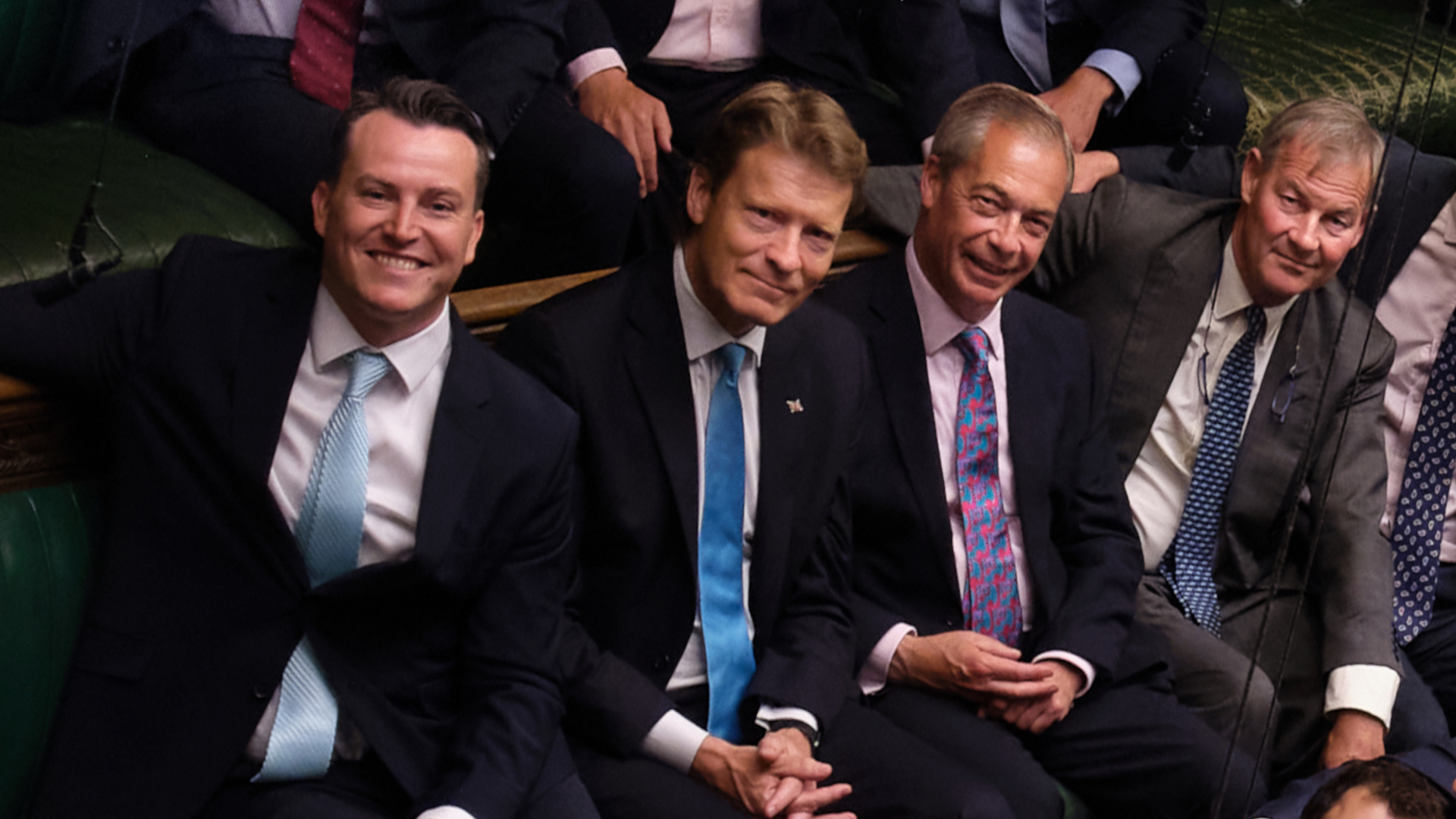
Farage in het lagerhuis met Reform UK parlementsleden Rupert Lowe (eerste van rechts), Richard Tice (midden) en James McMurdock (links) in 2024

Bij de Lagerhuisverkiezingen van 4 juli 2024 werd Farage voor Reform UK gekozen in het district Clacton. Het was de achtste keer dat hij kandidaat stond voor het Lagerhuis en zijn eerste succes.
In januari 2025 riep de Amerikaanse miljardair Elon Musk, die Reform UK had gesteund, Nigel Farage op om af te treden als leider, waarna hij diens Lagerhuis collega Rupert Lowe prees en in hem een nieuwe leider voor de partij zag.    Lowe bedankte Musk, maar herhaalde zijn steun voor Farage in een bericht op X.  Het meningsverschil tussen Musk en Farage ontstond doordat Musk de gevangen extreemrechtse activist Tommy Robinson steunde, terwijl Farage, die eerder al UKIP verliet vanwege nauwe banden met Robinson, de deur voor Robinson dicht houd bij Reform.

## Controverses

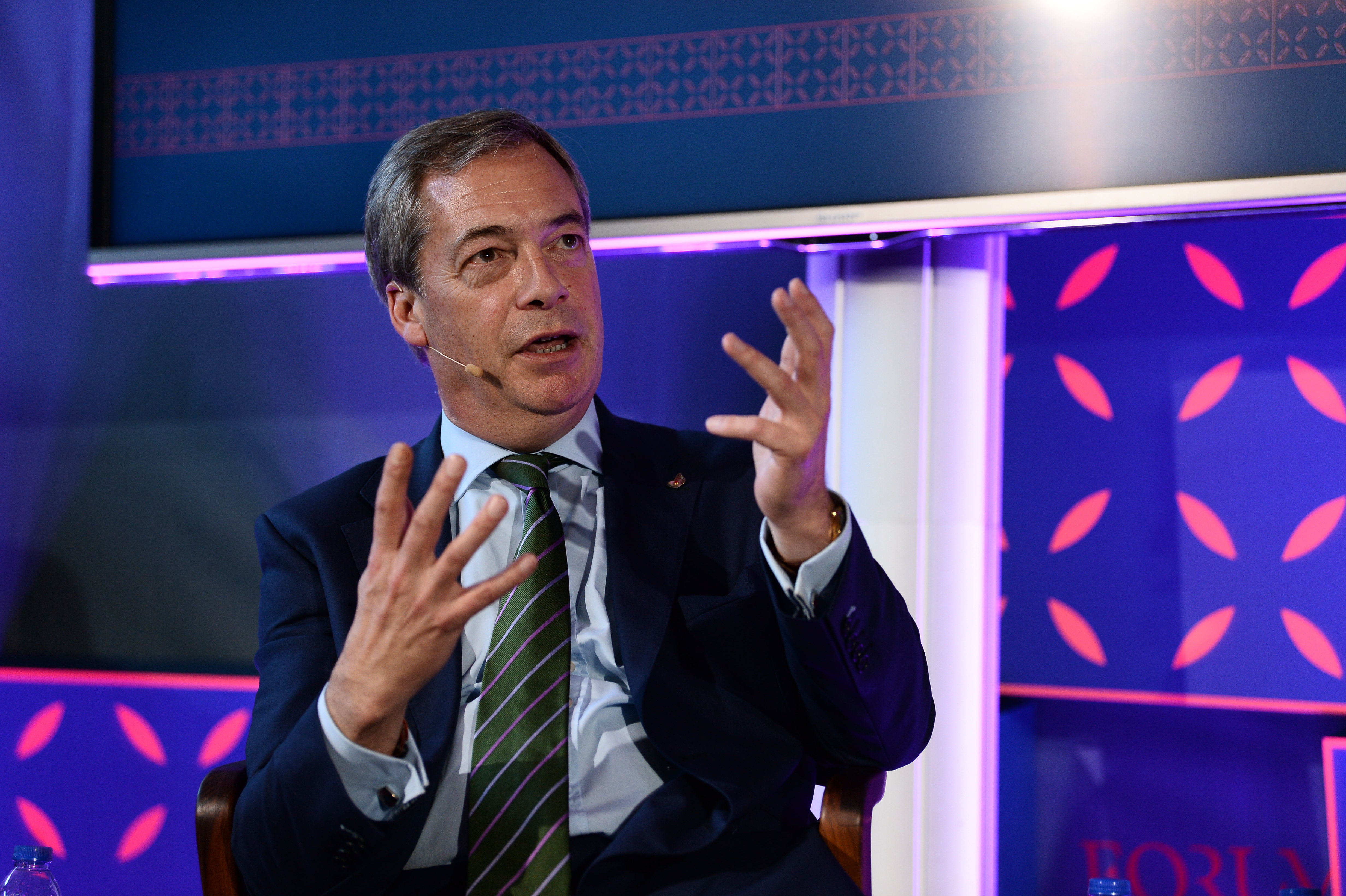
Farage in november 2017.